# ترولوی
ترولوی (به لاتین: Troulloi) یک روستا در قبرس است که در ناحیه لارناکا واقع شده‌است.

## خصوصیات
ترولوی  ۱٬۱۷۵ نفر جمعیت دارد.